# 栖本親高
栖本 親高（すもと ちかたか）は、戦国時代から安土桃山時代にかけての武将、キリシタン。栖本氏13代目当主。肥後国天草郡栖本城主。
肥後天草諸島国人衆「天草五人衆」の一角である栖本氏は菊池氏の庶流。
他の天草五人衆と共に豊臣秀吉の九州平定の際に秀吉に臣従し、本領を安堵された。天正17年（1589年）、小西行長の宇土城での城普請の要求を拒否し反乱を起こした志岐鎮経や天草種元らに呼応する（天草国人一揆）。しかし、小西行長や援軍に来た加藤清正に敗れて降伏し、以後小西行長に臣従した（なお、同年に受洗している）。
文禄・慶長の役で小西行長に従って出陣した際、弟・通隆が戦死し、親高自身も文禄元年（1592年）の梅北一揆で戦死した。

## 関連作品
『阿部一族』で「柄本又七郎」として知られる通次は通隆の孫である。